# اختبارات القياس

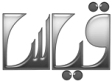
المركز الوطني للقياس والتقويم

اختبار قياس Qiyas  (التقييم المدرسي اختبارات قياس قدرات طلاب المرحلة الثانوية والجامعية ) هي مجموعة اختبارات القبول للكلية في الجامعات السعودية ويقدمها الطلاب السعوديون في المرحلة الثانوية وقبل الالتحاق بالكلية وبعض الاختبارات بعد التخرج من الجامعة. وهو أحد اختبارات المركز الوطني للقياس والتقويم، الاختبارات متعددة منها اختبار القدرات الطلاب في الرياضيات واللغة العربية واختبار التحصيلي يقيس الطلاب في المواد العلمية للأولاد واختبار القبول يقيس الطالبات في المواد العلمية وهناك اختبار الكفايات في اللغة الإنجليزية وهو اختبار محلي للغة الإنجليزية تقريبي للتوفل واختبار اللغة العربية وهو اختبار محلي للغة العربية لغير الناطقين بها هذه الاختبارات البعض إجباري والبعض اختياراي للقبول في الجامعات والكليات وكل جامعة تشترط درجة محدده من أي اختبار قياس.
جميع اختبارات قياس مملوكة ومقدم ومنشور من قبل مجلس التعليم العالي وهي منظمة غير ربحية في السعودية التي وضعت وطورت المركز الوطني للقياس والتقويم المشرفة على الأختبار. طالب مجلس التعليم العالي بالاختبار لانه يقيم قدرات الطلاب ومهاراتهم واتجاتهم الدراسية وقدر صدر بتارخ 19/6/1421 هـ الأمر السامي ذو الرقم 471/8 بالموافقة على قرار مجلس التعليم العالي، المؤيد بقرار مجلس الوزراء السعودي.

## اختبارات قياس
اختبار القدرات العامة
اختبار القدرات العامة للجامعين
اختبار القدرات العامة باللغة الإنجليزية
الاختبار التحصيلي للكليات العلمية - طلاب
الاختبار التحصيلي للكليات النظرية - طلاب
اختبار القبول للتخصصات العلمية - طالبات
اختبار القبول للتخصصات النظرية - طالبات
اختبار الكفايات في اللغة الإنجليزية
اختبار اللغة العربية لغير أبنائها

## أهداف الاختبار
هو اختبار يقيس القدرة التحليلية والاستدلالية لدى الطالب، أي أنه يركز على معرفة قابلية الطالب للتعلم بصرف النظر عن براعته الخاصة في موضوع معيّن؛وذلك من خلال قياس:
- القدرة على فهم المقروء.
- القدرة على إدراك العلاقات المنطقية.
- القدرة على حل مسائل مبنية على مفاهيم رياضية أساسية.
- القدرة على الاستنتاج.
- القدرة على القياس.

## معلومات أخرى حول الاختبار
- يضم الاختبار بجزأيه (اللفظي والكمي) عدداً من الأسئلة التجريبية، لكنها لا تحسب ضمن الدرجة التي يحصل عليها الطالب.
- تقدَّم الأسئلة بشكل متناوب بين الجزء اللفظي والجزء الكمي في خمسة أقسام، يخصص لكل منها 25 دقيقة.
- عدد الأسئلة ثابت في كل الاختبارات على مدى السنوات، وكذلك تقسيماتها والوقت المخصص لكل قسم. أما الأسئلة نفسها فتختلف من اختبار إلى آخر ويبقى أن هناك مستوى موحداً للصعوبة محافظاً عليه بين هذه الاختبارات. ويقوم المركز بموازنة نتائج كل اختبار مع نتائج الاختبارات السابقة قبل رصد النتائج؛ وذلك بهدف توحيد المعايير وثبات الاختبار.
- تُرتَّب الأسئلة، بحسب صعوبتها، من الأسهل إلى الأصعب في كل قسم من أقسام الاختبار الستة. ويجب على الطالب أن يُجيب عن الأسئلة بسرعة تضمن له الإجابة عن جميع الأسئلة في الوقت المحدد لكل قسم (25 دقيقة).

## مدة الاختبار
مدة الاختبار ساعتان، مقسمة على أربع أقسام لكل قسم خمس وعشرون دقيقة.

## أوقات عقده
يعقد المركز اختبارالقدرات في فترتين(الأولى خلال الفصل الدراسي الأول والثانية خلال الفصل الدراسي الثاني).وللطالب حقّ التسجيل وحضور الاختبار في الموعد المناسب له، خلال فترتي الاختبار، وفي المدينة التي يسكن فيها، أو في المدينة القريبة منه.فالمركز يسعى، بقدر الاستطاعة، إلى نشر مقرَّات الاختبار في أنحاء المملكة؛لتقليل مسافة انتقال الطلاب من أجل تأدية الاختبار.
يرسل المركز نشرة خاصة بمواعيد الاختبار وأماكن تأديته إلى المدارس الثانوية في مختلف مناطق المملكة لتوزيعها على جميع الطلاب، وتحوي هذه النشرة كل ما يحتاجه الطالب من معلومات ضرورية، تساعده على التسجيل للاختبار.

## النتيجة
بعد عقد الاختبار، يُصحِّح المركز أوراق الإجابة، مستخدماً التصحيح الآلي.وتُرصَد النتائج، وتطبع، وتُعْلن بعد تحليلها.وبإمكان الطالب أن يعرف نتيجته عن طريق الهاتف الموحد أو موقع المركز على الإنترنت، وترسل النتائج برسائل جوال لمن سجل لهذه الخدمة في عملية التسجيل للاختبار. علماً بأن المركز يزود الجامعات والكليات بنتائج الطلاب بشكل إلكتروني.وإذا كان الطالب قد أدى الاختبار أكثر من مرة؛ تُرسل الدرجة العليا التي حصل عليها.
وليس هناك نجاح أو رسوب في الاختبار، بل ترصد للطالب الدرجة التي حصل عليها؛ بناءً على الإجابات الصحيحة التي تكون بمثابة المقياس لمستوى الطالب وموقعه بين أقرانه الذين تقدموا للاختبار. وكل مؤسسة من مؤسسات التعليم العالي تعتمد وزناً معيناً لدرجات الثانوية العامة، ووزناً معيناً لدرجات هذا الاختبار؛ ومن ثمّ تكون المنافسة في القبول في تلك الجهة (الجامعة أو الكلية) مبنية على الدرجة المحصَّلة بعد تطبيق وَزْنَيْ الدرجتين، ووزن درجة الطالب في الاختبار التحصيلي (إن كان مطلوباً).

## الجامعات والكليات التي تشترط اختبار القدرات
- جميع الجامعات السعودية [5]
- جامعة البحرين
- جامعة السلطان قابوس
- جميع الكليات العسكرية
- الكليات الصحية التابعة لوزارة الصحة
- جامعة الملك سعود بن عبد العزيز للعلوم الصحية التابعة للحرس الوطني
- جامعة الأمير سلطان الأهلية
- كليات المعلمين
- بعض كليات التقنية التابعة للمؤسسة العامة للتعليم الفني والتدريب المهني
- كلية الاتصالات والمعلومات بالرياض
- كلية الطب بمدينة الملك فهد الطبية
- كلية اليمامة الأهلية
- كلية الرياض لطب الأسنان والصيدلة
- كلية الباحة الأهلية للعلوم
- كلية الجبيل الصناعية
- بعثات وزارة التعليم العالي
- معهد الدراسات الفنية للقوات الجوية
- معهد التدريب الفني بهيئة الطيران المدني
- معاهد التدريب بالشركة السعودية للكهرباء
- المعهد السعودي الياباني للسيارات
- برامج التدريب والابتعاث بشركة ارامكو (تشترط أكثر من 85 درجة) [6]
- برامج التدريب والابتعاث بشركة سابك (تشترط أكثر من 75 درجة) [7]

## النجاح والرسوب في الاختبار
لا يوجد في الاختبار نجاح أو رسوب، ولكن يحصل الطالب على درجة معينة (أقصاها 100درجة) لها وزن معين عند الجهة التي يتقدم إليها. ويجب عدم مقارنة درجة اختبار القدرات بنسبة الثانوية العامة، فالمهم هو موقع الطالب بين الطلبة الذين دخلوا الاختبار؛ وفقاً لمايلي:
| درجة الطالب | موقع الطالب        |
| ----------- | ------------------ |
| 81 فأكثر    | أعلى 5% من الطلبة  |
| 78 فأكثر    | أعلى 10% من الطلبة |
| 73 فأكثر    | أعلى 20% من الطلبة |
| 70 فأكثر    | أعلى 30% من الطلبة |
| 61-65       | المتوسط            |
| 60 فأقل     | أقل30% من الطلبة   |

## روابط ذات صلة
- الموقع الرسمي للمركز الوطني للقياس والتقويم
- موقع وزارة التعليم العالي